# Macroglossum glaucoplaga
Macroglossum glaucoplaga är en fjärilsart som beskrevs av George Francis Hampson 1900. Macroglossum glaucoplaga ingår i släktet Macroglossum och familjen svärmare. Inga underarter finns listade i Catalogue of Life.